# Жукас
Жука́с (фр. Joucas) — коммуна во французском департаменте Воклюз региона Прованс — Альпы — Лазурный Берег. Относится к кантону Горд.

## Географическое положение

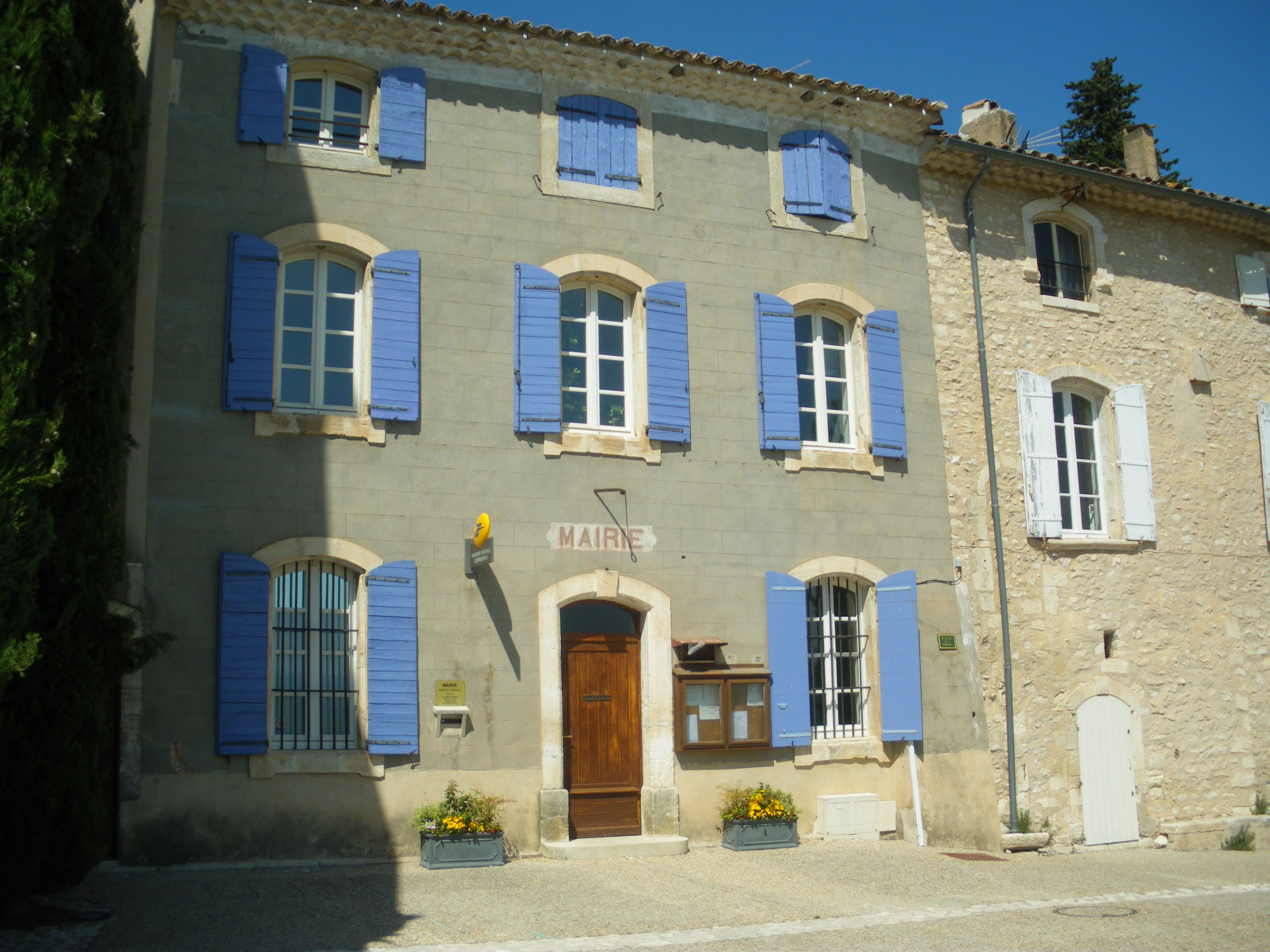
Мэрия.

Жукас расположен в 35 км к юго-востоку от Авиньона. Соседние коммуны: Мюр на севере, Льу на северо-востоке, Руссийон на юго-востоке, Горд на юго-западе.
Деревня Жукас находится в горах Воклюза.

### Гидрография
Коммуну пересекают две небольшая река Карле (8 км) и ручей Кокьер (2 км). Кроме этого, по территории коммуны протекает приток Карле Веронкль.

## Демография
Население коммуны на 2010 год составляло 326 человек.
| 1962 | 1968 | 1975 | 1982 | 1990 | 1999 | 2010 |
| ---- | ---- | ---- | ---- | ---- | ---- | ---- |
| 163  | 201  | 204  | 210  | 258  | 317  | 326  |

## Достопримечательности
- Бывшая усадьба тамплиеров с часовней.
- Церковь Сен-Жан-Батист, конец XVIII века.
- Оратория Иммакуле-Консепсьон, XVIII век.
- Остатки галло-романской культуры в месте Нотр-Дам.
- Масличная мельница, фонтан, лавуар.